# العلاقات المغربية الجورجية
العلاقات المغربية الجورجية هي العلاقات الثنائية التي تجمع بين المغرب وجورجيا.

## مقارنة بين البلدين
هذه مقارنة عامة ومرجعية للدولتين:
| وجه المقارنة                                              | المغرب                                 | جورجيا                          |
| --------------------------------------------------------- | -------------------------------------- | ------------------------------- |
| المساحة (كم2)                                             | 710.85 ألف                             | 69.70 ألف                       |
| عدد السكان (نسمة)                                         | 36.07 مليون                            | 3.72 مليون                      |
| الكثافة السكانية (ن./كم²)                                 | 50.74                                  | 53.37                           |
| العاصمة                                                   | الرباط                                 | تبليسي، كوتايسي                 |
| اللغة الرسمية                                             | اللغة العربية، أمازيغية معيارية مغربية | اللغة الجورجية، اللغة الأبخازية |
| العملة                                                    | درهم مغربي                             | لاري جورجي                      |
| الناتج المحلي الإجمالي (بليون دولار)                      | 109.14 مليار                           | 15.16 مليار                     |
| الناتج المحلي الإجمالي (تعادل القوة الشرائية) بليون دولار | 274.06 مليار                           | 35.68 مليار                     |
| الناتج المحلي الإجمالي الاسمي للفرد دولار أمريكي          | 2.88 ألف                               | 3.79 ألف                        |
| الناتج المحلي الإجمالي للفرد دولار أمريكي                 | 7.49 ألف                               |                                 |
| مؤشر التنمية البشرية                                      | 0.628                                  | 0.754                           |
| رمز المكالمات الدولي                                      | +212                                   | +995                            |
| رمز الإنترنت                                              | .ma                                    | .ge، .გე ‏                       |
| المنطقة الزمنية                                           | ت ع م+01:00                            | ت ع م+04:00                     |

## منظمات دولية مشتركة
يشترك البلدان في عضوية مجموعة من المنظمات الدولية، منها:
| علم المنظمة | اسم المنظمة                   | تاريخ انضمام المغرب | تاريخ انضمام جورجيا |
| ----------- | ----------------------------- | ------------------- | ------------------- |
|             | يونسكو                        | 7 نوفمبر 1956       | 7 أكتوبر 1992       |
|             | الفريق المعني برصد الأرض      | ?                   | ?                   |
|             | مؤسسة التمويل الدولية         | 30 أغسطس 1962       | 29 يونيو 1995       |
|             | مؤسسة التنمية الدولية         | 29 ديسمبر 1960      | 31 أغسطس 1993       |
|             | منظمة التجارة العالمية        | 1995                | 14 يونيو 2000       |
|             | الاتحاد البريدي العالمي       | ?                   | ?                   |
|             | الاتحاد الدولي للاتصالات      | 1 نوفمبر 1956       | 7 يناير 1993        |
|             | الأمم المتحدة                 | 12 نوفمبر 1956      | 31 يوليو 1992       |
|             | البنك الدولي للإنشاء والتعمير | 25 أبريل 1958       | 7 أغسطس 1992        |
|             | المنظمة الهيدروغرافية الدولية | ?                   | ?                   |

## أعلام
هذه قائمة لبعض الشخصيات التي تربطها علاقات بالبلدين:
- عبد العزيز بن الحسن (سياسي مغربي، 24 فبراير 1878[18] – 10 يونيو 1943[18])

## وصلات خارجية
- موقع وزارة الخارجية المغربية
- موقع وزارة الخارجية الجورجية